# 巴勒尔森林
巴勒尔森林（法語：Forêt du Barœul，法語發音：[fɔʁɛ dy baʁœl]）是中世纪的一片广阔的森林，横跨里尔、克鲁瓦和阿纳普。